# Lutosa paranensis
Lutosa paranensis är en insektsart som beskrevs av Rehn, J.A.G. 1911. Lutosa paranensis ingår i släktet Lutosa och familjen Anostostomatidae. Inga underarter finns listade i Catalogue of Life.